# العلاقات البولندية السعودية
تشير إلى العلاقات الثنائية بين الـمملكة العربية الـسعودية والـجمهورية البولندية. ويرجح علماء التاريخ أن جذور التواصل بين الـسعوديين والبولونيين تعود إلى القرن الثامن عشر الميلادي حيث توجد مخطوطة بـاللغة اللاتينية كتبت من قبل كاتب بولندي أشار فيها إلى وصولـه إلى مكة المكرمة في القرن الثامن عشر الميلادي. وبعدها وحسب الوثائق المدونة قام أحـد النبلاء البولونيين ويدعى فاتسواف جيفوسكي (1784–1831) في عام 1817 ميلادية بجولة في مـنطقة الشرق الأوسط، شملت منطقة نجد شـراء أجود أنواع الخيول العربية، ومـن ثم وفي عـام 1844 قـام أيضاً أحـد النبلاء البولونيين يُدعى ييجي جيفوشيتسكي أثناء جولته في مـنطقة الشرق الأوسط بزيارة لمدينة حائل حيث اقتنى عـدداً من الخيول العربية، إلى جانب ذلك فقد شهد هذا القرن وصول عدد من الـرحالة البولونيين إلى شبه الجزيرة العربية.

## نبذة تاريخية

### تاريخ العلاقات الرسمية بين الـمملكة وبولندا
بدأ العهد الجديد للعلاقات الـسعودية البولندية مع بداية تأسيس المملكة العربية السعودية. في عام 1929م اعترفت بولندا رسمياً بالملك عبد العزيز بن عبد الرحمن آل سعود حاكماً على الحجاز ونجد وملحقاتها، وبذلك تكون الدولة الثامنة في العالم التي تقوم بذلك وأقامت علاقات رسمية معها. وفي مايو عام 1930م استقبل الملك عبد العزيز وفداً بولندياً رسمياً برئاسة نائب مدير دائرة شئون الشرق الأوسط في وزارة الخارجية البولندية النبيل إدوارد راتشينسكي (والذي أصبح فيما بعد سفيراً ووزيراً للخارجية البولندية ورئيساً لحكومة المنفى البولندية أثناء احتلال بولندا من قبل النازية في الحرب العالمية الثانية). في المقابل قام الأمير فيصل بن عبد العزيز في عام 1932م (والذي أصبح ملكاً في عام 1962م) بزيارة لبولندا بصفته وزيراً للخارجية ورئيساً لمجلس الشورى حيث تم في غضون تلك الزيارة الاتفاق على التعاون المشترك بين البلدين في المجالات الاقتصادية والثقافية والعسكرية. وقد منح الأمير حينذاك وسام جمهورية بولندا من الدرجة الأولى والذي يطلق عليه وسام النهضة البولندية (Polonia Restituta)
ثم وقعت الحرب العالمية الثانية عام 1939م والتي دامت حتى عام 1945م بعدها قطعت العلاقات بين البلدين بعدما أصبحت بولندا في المعسكر الشيوعي ثم عادت الاتصالات رسمياً في عام 1989م وذلك بعد انهيار الشيوعية واستعادة بولندا لاستقلالها وسيادتها الكاملة. ومنذ ذلك الحين توالت الاتصالات المنتظمة بين وزارتي الخارجية في البلدين إلى أن قامت العلاقات الدبلوماسية بينهما في عام 1995م.

## الفعاليات والزيارات الثنائية بين البلدين منذ عودة العلاقات

### العلاقات السياسية
- يونيو 1992م، قام نائب وزير الخارجية البولندي بزيارة المملكة.
- أغسطس 1992م، زيارة مبعوث خاص للرئيس ليخ فاونيسا إلى المملكة.
- 3 مايو 1995م، إقامة العلاقات الدبلوماسية بين البلدين.
- يونيو 1998م، افتتاح سفارة جمهورية بولندا في الرياض.
- يوليو 1995م، قام وزير الخارجية البولندي بارتوشيفسكي يرافقه نائب وزير شئون التعاون الاقتصادي الدولي بأول زيارة رسمية إلى المملكة.
- فبراير 1999م، حظيت البروفيسورة آليتسيا غجيتشكوفياك رئيسة مجلس الشيوخ البولندي باستقبال وترحيب حار واستضافة كريمة ورعاية طبية عالية من قبل الجهات الرسمية السعودية إثر الهبوط الاضطراري للطائرة التي كانت تقلها في رحلة عودتها من دولة قطر. ولقد وجد هذا الترحاب صداً واسعاً في جميع الأوساط البولندية بجانب ذلك قامت البروفيسورة آليتسيا غجيتشكوفياك برد الجميل من خلال ترأسها لوفد ضم نائب وزير الاقتصاد وممثلين للغرفة التجارية البولندية قام بزيارة المملكة في الفترة الممتدة من 11 – 15 نوفمبر عام 2000م، وقد تم استقبال الوفد من قبل خادم الحرمين الشريفين الملك فهد بن عبد العزيز آل سعود والأمير سلطان بن عبد العزيز.
- مايو 1999م، قام الشيخ إبراهيم بن جبير رئيس مجلس الشورى بزيارة رسمية إلى جمهورية بولندا تلبية للدعوة التي وجهها له رئيس مجلس النواب البولندي.
- 4 أكتوبر 1999م، توجه السفير بوومينسكي إلى الرياض وقام بتسليم نسخة من أوراق اعتماده لوزير الخارجية الأمير سعود الفيصل. ومن ثم تقدم بأوراق اعتماده إلى خادم الحرمين الشريفين الملك فهد بن عبد العزيز آل سعود سفيراً لبولندا لدى المملكة.
- 29 أكتوبر 2001م، قام السفير أسامة بن أحمد السنوسي بتقديم أوراق اعتماده كأول سفير للمملكة في بولندا إلى الرئيس البولندي الكسندر كفاشنيفسكي.
- أبريل 2003م، قام الأمير تركي الفيصل بزيارة إلى بولندا وشارك خلالها في المؤتمر الدولي بعنوان (لحوار بين الحضارات).
- أكتوبر 2003م، زيارة نائب رئيس الوزراء البولندي ووزير البنية التحتية مارك بول إلى المملكة والتوقيع على اتفاقيات إطارية في المجالات الاقتصادية والتجارية والاستثمارية والثقافية.
- سبتمبر 2003م، زيارة رئيس مجلس الشورى السعودي الشيخ الدكتور صالح بن عبد الله بن حميد والوفد المرافق له إلى بولندا بدعوة من رئيس مجلس النواب البولندي.
- فبراير 2004م، زيارة الأمير سعود الفيصل وزير خارجية المملكة والوفد المرافق له لبولندا والتي لقيت أصداء واسعة على الساحة البولندية وخاصة الإعلامية حيث استطاع سموه الإجابة بموضوعية على جميع الأسئلة التي وجهها له الصحفيين أثناء المؤتمر الصحفي المشترك مع وزير الخارجية البولندي وأن يدحض الصورة النمطية البالية والمرسخة في عقول البولنديين حول المملكة.
- مارس 2004م، زيارة الرئيس البولندي السابق الكسندر كفاشنيفسكي إلى المملكة.
- أغسطس 2005م، قام رئيس الوزراء البولندي مارك بيلكا بزيارة إلى المملكة لتقديم واجب العزاء للحكومة السعودية في وفاة خادم الحرمين الشريفين الملك فهد بن عبد العزيز آل سعود.
- ديسمبر 2005م، قام السفير الدكتور ناصر بن أحمد البريك بتسليم أوراق اعتماده إلى الرئيس البولندي كسفير للمملكة في بولندا.
- مايو عام 2007م، قامت وزيرة الخارجية آننا فوتيغا بزيارة رسمية للرياض ولحضور الاجتماع الوزاري الخليجي الأوروبي.
- يونيو 2007م، الزيارة الكريمة لخادم الحرمين الشريفين الملك عبد الله بن عبد العزيز آل سعود والوفد المرافق لمقامه، حيث وجدت صداى واسعاً في الأوساط البولندية، وتم خلالها التوقيع على عدد من الاتفاقيات ومذكرات التفاهم الثنائية بين البلدين وقلد خلالها خادم الحرمين الشريفين وسام النسر الأبيض البولندي وهو أعلى وسام في جمهورية بولندا.
- 4 أبريل 2008م، زيارة السيد بوقدان رئيس مجلس الشيوخ البولندي للمملكة.
- 1 نوفمبر 2008م، زيارة يانوش ريتير إلى المملكة بوصفه مبعوثاً خاصاً للحكومة البولندية لشؤون المؤتمر الرابع عشر لأطراف معاهدة الأمم المتحدة لتغير المناخ.
- 3 نوفمبر عام 2008م، زيارة وزير الخزانة البولندي ألكسندر غراد إلى المملكة على رأس وفد كبير ضم مسئولين من بعض الوزارات البولندية.
- 10 نوفمبر 2008م، زيارة وفد الغرفة التجارية الوطنية البولندي للمملكة حيث عقد خلالها المنتدى الاقتصادي البولندي السعودي الرابع.
- 11 نوفمبر 2008م، شارك الأستاذ/عبد الله بن أحمد زينل رضا وزير التجارة والصناعة في احتفالات الذكرى التسعين لاستقلال جمهورية بولندا نيابة عن خادم الحرمين الشريفيين الملك عبد الله بن عبد العزيز آل سعود –. وقد قامت السفارة بتنظيم لقاء لمعاليه على هامش الزيارة مع نائب رئيس الوزراء ووزير الاقتصاد البولندي السيد فالديمار بافلاك تم خلاله مناقشة آفاق التعاون في المجلات الاقتصادية وبوجه الخصوص التعاون في مجال القطاع الزراعي البولندي.
- 27 نوفمبر 2008م، شارك وفد من وزارة التجارة والصناعة بالمملكة (وزارة التجارة والاستثمار حاليا) في الاجتماع غير الرسمي لوزراء الصناعة مع ممثلي الشركات الكبرى التي تعمل في القطاعات التي تستخدم الطاقة المكثفة والذي عقد تحت عنوان «قمة حول التعاون القطاعي» وأعقبها زيارة وفد من المملكة لحضور الاجتماع الوزاري لوزراء المالية (للدول المشاركة في الاجتماع الرابع عشر المنوه عنه أعلاه) والذي عقد بالفترة 8- 9 /ديسمبر/2009م.
- ديسمبر 2008م، زيارة الأمير عبد العزيز بن عبد الله بن عبد العزيز المستشار الخاص لخادم الحرميين الشريفيين واستلامه لجائزة ليخ فاونسا الأولى الممنوحة للمقام السامي لقاء تشجيعه للحوار بين الأديان والحضارات.
- سبتمبر 2010م، قام السفير المعين الحالي وليد بن طاهر رضوان أوراق اعتماده إلى الرئيس البولندي كسفير للمملكة في بولندا.

### العلاقات الإقتصادية
- في عام 1997م، قام وفد من البنك الإسلامي للتنمية بزيارة بولندا.
- نوفمبر 1997م قام وفد تجاري من الغرف التجارية الصناعية السعودية برئاسة الأمين العام الدكتور عبد الله الدباغ بزيارة بولندا.
- 5 أبريل 1999م زيارة وزير الاقتصاد البولندي للمملكة تلبية لدعوة وزير الاقتصاد السعودي.
- سبتمبر 1999م شارك المهندس علي بن إبراهيم النعيمي وزير البترول والثروة المعدنية بالمملكة في مؤتمر منظمة الأمم المتحدة الذي عقد في وارسو والخاص بتغيير المناخ في العالم وقد تم استقبال معاليه من قبل الرئيس البولندي الكسندر كفاشنيفسكي.
- يناير 2002م زيارة بعثة تجارية بولندية للمملكة نظمها مركز الترويج التجاري في مدينة كاتوفيتسة.
- 6 يناير 2002م قامت بعثة تجارية تمثل الغرفة التجارية السعودية بزيارة إلى بولندا.
- سبتمبر 2004م شارك وزير التجارة والصناعة السعودي الدكتور هاشم يماني في يوم التعاون الاقتصادي البولندي العربي المقام على هامش المنتدى الاقتصادي في مدينة كرينيتسا البولندية.
- نوفمبر 2005م زيارة وفد من الغرفة التجارية البولندية إلى المملكة.
- يونيو 2006م زيارة وفد من الغرف التجارية الصناعية السعودية برئاسة الأمين العام الدكتور فهد بن صالح السلطان إلى مدينتي وارسو وبوزنان البولنديتين.
- ديسمبر 2006م تكوين مجلس الأعمال السعودي البولندي.
- 10 يوليو 2007م زيارة وزير البترول والثروة المعدنية المهندس علي بن إبراهيم النعيمي والوفد المرافق لمعاليه بدعوة من وزير البيئة البولندي يان شيشكو وإلتقى خلالها مع رئيس مجلس الوزراء ياروسواف كاتشينسكي وذلك من أجل التشاور حول موضوعات مؤتمر الأطراف (14) لاتفاقية الأمم المتحدة للتغير المناخي.
- 10 نوفمبر 2007م زيارة وفد الغرفة التجارية الوطنية البولندي للمملكة حيث عقد خلالها المنتدى الاقتصادي البولندي السعودي الرابع.
- 23 يونيو 2008م زيارة نائب رئيس الوزراء ووزير الاقتصاد فالديمار بافلاك بزيارة للمملكة ممثلاً لبلاده في القمة الاقتصادية التي عقدت في مدينة جده.
- 29 يوليو 2008م عقد جولة من المفاوضات في وارسو بين ممثلي المملكة وجمهورية بولندا حول اتفاقية تشجيع وحماية الاستثمارات المتبادلة بين البلدين.
- 12 أكتوبر 2008 زيارة المهندس علي بن إبراهيم النعيمي وزير البترول والثروة المعدنية بدعوة من وزارة البيئة البولندية للمشاركة في اللقاء الرسمي على المستوى الرفيع لوزراء البيئة الذي عقد على هامش لمؤتمر الأطراف الأربعة عشر للأمم المتحدة بشأن اتفاقية تغير المناخ (cop14).
- 27 نوفمبر 2008م زيارة وفد وزارة التجارة برئاسة الأستاذ/ حسان بن فضل عقيل وكيل الوزارة للتجارة الخارجية للمشاركة في الاجتماع غير الرسمي لوزراء الصناعة وقادة رجال الأعمال تحت عنوان (قمة التعاون القطاعي) والذي جاء في إطار مؤتمر الأطراف الأربعة عشر للأمم المتحدة بشأن اتفاقية تغير المناخ (cop14). وقد قامت السفارة بتنظيم لقاء للوفد مع المسئولين في وزارة الزراعة البولندية تم فيه بحث أطر التعاون بين البلدين في المجال الزراعي.
- 7 ديسمبر 2008م زيارة وفد وزارة المالية بالمملكة بدعوة من وزارة المالية البولندية برئاسة الأستاذ/ يوسف البسام نائب الرئيس والعضو المنتدب للصندوق السعودي للتنمية وعضوية مجلس إدارة صندوق التنمية الصناعية، وسعادة الأستاذ/ عبد الرحمن المفضي المدير التنفيذي للمملكة في البنك الدولي للمشاركة في لقاء وزراء المالية ومندوبين رفيعي المستوى وممثلين عن المؤسسات المالية الدولية الذي عقد يومي 8 – 9 /12/2008م بمدينة وارسو تحت عنوان «نمو منخفض للكربون» وجاء في إطار التحضيرات لمؤتمر الأطراف الأربعة عشر للأمم المتحدة بشأن تغير المناخ (cop14).
- 26 يوليو 2009م زيارة وفد من رجال الأعمال السعوديين وأعضاء من مجلس الأعمال السعودي البولندي إلى بولندا برئاسة المهندس/ يوسف بن جرمي العويمر رئيس مجلس الأعمال السعودي البولندي بناءاً على دعوة موجهة من الغرفة التجارية البولندية.
- 12 أكتوبر 2009م شارك الدكتور/ محمد الجاسر محافظ مؤسسة النقد السعودي في المؤتمر الذي نظمه البنك الوطني البولندي (البنك المركزي) تحت عنوان «الأزمة الاقتصادية العالمية والنظام النقدي الدولي نقاط الضعف والحلول الممكنة لها».
- 9 ديسمبر 2009م زيارة المهندس علي بن إبراهيم النعيمي وزير البترول والثروة المعدنية على رئس وفد المملكة للمشاركة في مؤتمر الأطراف الأربعة عشر للأمم المتحدة بشأن اتفاقية تغيير المناخ (cop14) الذي عقد في مدينة بوزنان في الفترة ما بين 1 – 12 ديسمبر 2009م.
- 24 سبتمبر 2010م زيارة وفد الغرف السعودية برئاسة الدكتور/ ياسر الحربي رئيس مجلس الأعمال السعودي البولندي إلى وارسو لعقد اجتماعات الدورة الثالثة لمجلس الأعمال السعودي البولندي المشترك.
- 3 أكتوبر 2011م اجتماعات اللجنة السعودية البولندية المشتركة في العاصمة البولندية وارسو. حيث رأس الجانب السعودي وكيل وزارة الخارجية للشؤون الاقتصادية والثقافية الدكتور/ يوسف بن طراد السعدون، ومن الجانب البولندي وكيلة الخارجية السيدة/ بياتا ستيلماخ. بدأت الاجتماعات في الغرفة التجارية البولندية تحت مسمى (المنتدى السعودي البولندي وحضره مدراء وممثلي عن كبريات الشركات البولندية ووزارة الخارجية ووزارة الاقتصاد والوزارات الأخرى المشاركة ومن الجانب السعودي ممثلين عن وزارة الدفاع ووزارة الزراعة (وزارة البيئة والمياه والزراعة حاليا) والهيئة العامة للسياحة والآثار (الهيئة العامة للسياحة والتراث الوطني حاليا)، والرئاسة العامة لرعاية الشباب (الهيئة العامة للرياضة حاليا) والهيئة العامة للغذاء والدواء وعدد كبير من رجال الأعمال السعوديين. وقد عقد على جانب فعاليات اجتماعات اللجنة السعودية البولندية المشتركة اجتماعات الدورة الرابعة لمجلس الأعمال السعودي البولندي.

### العلاقات العسكرية
- ديسمبر 1990م توجه وفد بولندي رسمي ضم نائب وزير الخارجية ونائب وزير الدفاع ونائب وزير شئون التعاون الاقتصادي الدولي إلى المملكة حيث تم التوقيع على مذكرة تفاهم بين البلدين بشأن تواجد القوات البولندية المساندة على أراضي المملكة أثناء حرب تحرير الكويت. بالإضافة إلى إبرام اتفاقيات أخرى بين وزارتي الدفاع في البلدين.
- يناير 1991م أبحرت القوات البولندية المساندة والتابعة لقوات التحالف الدولي ضد العراق أثناء غزوه للكويت وتضمنت فريق طبي وسفينتين حربيتين متخصصتين.
- سبتمبر 2000م قام وفد من الحرس الوطني السعودي بزيارة المعرض الدولي لصناعات الأسلحة المقام في مدينة كيلتسة البولندية.
- مايو 2001م قيام وفد من وزارة الدفاع والطيران السعودية (وزارة الدفاع حاليا) بزيارة رسمية إلى بولندا.
- سبتمبر 2003م زيارة وزير الدفاع البولندي يجي شمايدجينسكي إلى المملكة.
- 11 يوليو 2007م زيارة الأمير خالد بن سلطان عبد العزيز مساعد وزير الدفاع والطيران والمفتش العام للشئون العسكرية حيث استقبله وزير الدفاع البولندي أليكساندر إشتشغوو، كما التقي خلالها بالرئيس البولندي آن ذاك ليخ كاتشينسكي.
- 22 مارس 2011م زيارة العميد مهندس ركن/عماد بن يوسف الدعيجي حيث قام بتسليم أوراق اعتماده كملحق عسكري (غير مقيم) للمملكة لدى بولندا.

### العلاقات الرياضية
- 3 مارس 2009م، زيارة وزير الرياضة والسياحة ميروسواف ديجيفيسكي إلى المملكة بدعوى من الأمير سلطان بن عبد العزيز آل سعود رئيس المجلس الأعلى للرياضة ورعاية الشباب.

### العلاقات الثقافية
- سبتمبر 1999م قام وفد من وزارة التربية والتعليم العالي (دمجت وزارة التربية والتعليم ووزارة التعليم العالي لاحقا في وزارة واحدة بمسمى وزارة التعليم) ومندوبين عن الجامعات في المملكة برئاسة البروفيسور أسامة الطيب نائب مدير جامعة الملك عبد العزيز بزيارة إلى بولندا تفقد خلالها عدد من الجامعات والمراكز العلمية البولندية.
- يوليو 2000م تخرج الشيخ أحمد توماش ميشكيفيتش من الجامعة الإسلامية في المدينة المنورة، وهو مسلم من أصل تتري وهو في الوقت الحالي مفتي المسلمين البولنديين، وبذلك يكون أول خريج بولندي من جامعة سعودية.
- فبراير 2003م قام أكثر من 30 مسلم بولندي بأداء فريضة الحج على ضيافة خادم الحرمين الشريفين الملك فهد بن عبد العزيز آل سعود.
- مايو 2002م عقدت ندوات علمية في كل من وارسو والرياض بمناسبة مرور سبعين عاماً على الزيارة التي قام بها الملك فيصل بن عبد العزيز آل سعود لبولندا في عام 1932م.
- يونيو 2003م تزويد مكتبات أقسام الدراسات العربية والإسلامية في جامعة وارسو وجامعة ياغيللونسكي في مدينة كراكوف وجامعة آدم ميتسكيفيتش في مدينة بوزنان وجامعة نيكولاس كوبرنيكوس في مدينة تورون بمجموعة كبيرة من الكتب مهداة من معهد الملك فيصل للبحوث والدراسات الإسلامية.
- أكتوبر 2003م زيارة وفد من وزارة التعليم العالي لبولندا ضم ممثلين عن بعض المؤسسات العلمية والثقافية في المملكة.
- يونيو 2004م زيارة وفد من وزارة التعليم العالي السعودية برئاسة وزير التعليم العالي السعودي الدكتور خالد العنقري حيث تم خلالها الاتفاق على التعاون الثقافي والعلمي بين البلدين.
- نوفمبر 2006م زيارة وزير التعليم العالي البولندي.
- حج عام 2010م قام 30 بولندي بأداء فريضة الحج على ضيافة خادم الحرمين الشريفين الملك عبد الله بن عبد العزيز آل سعود.
- 13 أبريل 2011م زيارة الملحق الثقافي في ألمانيا الدكتور/فهد الحبيب لمدينة أولشتن البولندية حيث التقى خلالها بالطلاب السعوديين.
- 2 يونيو 2011م زيارة وزير البترول والثروة المعدنية المهندس علي بن إبراهيم النعيمي لتسلمه الدكتوراه الفخرية من جامعة العلوم والتقنية AGH في مدينة كراكوف البولندية.

### تبادل البعثات والمنح الدراسية
أدت الزيارات المتبادلة بين وفود وزارتي التعليم والمؤسسات التعليمية في البلدين إلى تفعيل عمليات تبادل البعثات والمنح الدراسية بين البلدين. فيوجد حاليا حوالي 600 طالب وطالبة سعوديين مبتعثين ضمن برنامج خادم الحرمين الشريفين للابتعاث الخارجي.

### العلاقات الإنسانية
- ديسمبر 2004م توجهت الطفلتان التوأم السياميان أولغا وداريا ترافقهما والدتهما وطبيبة بولندية إلى الرياض لإجراء عملية فصل أمر بها خادم الحرمين الشريفين الملك عبد الله بن عبد العزيز آل سعود على يد فريق طبي سعودي برئاسة الدكتور/ عبد الله الربيعة بمستشفى الملك فهد للحرس الوطني بالرياض. وقد أحدث سير العملية ونجاحها صدى واسعاً في جميع الأوساط البولندية وكان لها أثرها البالغ في زيادة زخم العلاقات البولندية السعودية وتعريف البولنديين بالوجه الإنساني الحقيقي للمملكة خاصة وأن المعلومات عن المملكة وقيادتها وشعبها كان شبه معدوم في الأوساط البولندية.
- 10 نوفمبر 2005م تبرع من خادم الحرمين الشريفين الملك عبد الله بن عبد العزيز آل سعود بمبلغ 300 الف دولار لبناء المركز الدولي لتشجيع الحوار والتعاون الثقافي والتعليمي في مدينة يانيكوفو الواقعة في محافظة كويافسكو_ بومورسكي مسقط رأس التوأم السيامي البولندي (داريا) و (أولغا) والتي تكفل العاهل السعودي بتمويل فصلهما. وامتنا وعرفنا لهذه اللفتة الكريمة أطلقت المدينة اسم الملك عبد الله بن عبد العزيز آل سعود على هذا المركز.
- أبريل 2009م تبرع خادم الحرمين الشريفين الملك عبد الله بن عبد العزيز آل سعود بمبلغ 100 الف دولار لمستوصف الولادة وسرطان الرحم التابع لمستشفى جامعة ياغيلونيسكي في مدينة كراكوف وكان تخصيص هذا المبلغ لمواصلة تحديث مباني المستوصف وشراء الأجهزة والمعدات الطبية الازمة.
- 7 أكتوبر 2011م، استقبل وفد رجال الأعمال السعودي في ختام اجتماعات المجلس السعودي البولندي في وارسو الطفلتين السياميتين البولنديتين (داريا) و (أولغا) كولاتس التي أجريت عليهما العملية الجراحية لفصلهما بأمر من خادم الحرمين الشريفين الملك عبد الله بن عبد العزيز آل سعود على يد فريق طبي سعودي يرأسه وزير الصحة الدكتور/ عبد الله الربيعة عام 2004م بمستشفى الملك فهد للحرس الوطني بالرياض وقد رحب خلال الزيارة رئيس المجلس الدكتور/ ياسر الحربي باسمه ونيابة عن أعضاء وفد رجال الأعمال بالطفلتين وعائلتهما وعبر عن سروره لرؤيتهما في صحة جيدة. كما عبرت والدة الطفلتين عن عظيم امتنانها لخادم الحرمين الشريفين وشكرها وتقديرها لقيام السفارة السعودية بالاتصال بها وتسهيل وصولهم إلى وارسو للقاء الوفد السعودي. وقد قدم الوفد السعودي جملة من الهدايا للطفلتين (داريا) و (أولغا) وأفراد عائلتهما.

## مقارنة بين البلدين
هذه مقارنة عامة ومرجعية للدولتين:
| وجه المقارنة                                              | السعودية        | بولندا                                                                             |
| --------------------------------------------------------- | --------------- | ---------------------------------------------------------------------------------- |
| المساحة (كم2)                                             | 2.25 مليون      | 312.68 ألف                                                                         |
| عدد السكان (نسمة)                                         | 33.00 مليون     | 38.43 مليون                                                                        |
| الكثافة السكانية (ن./كم²)                                 | 14.67           | 122.91                                                                             |
| العاصمة                                                   | الرياض، الدرعية | وارسو                                                                              |
| اللغة الرسمية                                             | اللغة العربية   | اللغة البولندية                                                                    |
| العملة                                                    | ريال سعودي      | زلوتي بولندي                                                                       |
| الناتج المحلي الإجمالي (بليون دولار)                      | 683.83 مليار    | 524.51 مليار                                                                       |
| الناتج المحلي الإجمالي (تعادل القوة الشرائية) بليون دولار | 1.69 تريليون    | 1.02 تريليون                                                                       |
| الناتج المحلي الإجمالي الاسمي للفرد دولار أمريكي          | 20.48 ألف       | 12.55 ألف                                                                          |
| الناتج المحلي الإجمالي للفرد دولار أمريكي                 | 52.01 ألف       | 26.14 ألف                                                                          |
| مؤشر التنمية البشرية                                      | 0.837           | 0.843                                                                              |
| رمز المكالمات الدولي                                      | +966            | +48                                                                                |
| رمز الإنترنت                                              | .sa             | .pl                                                                                |
| المنطقة الزمنية                                           | ت ع م+03:00     | توقيت وسط أوروبا، ت ع م+01:00، ت ع م+02:00، أوروبا/وارسو ‏، توقيت وسط أوروبا الصيفي |

## منظمات دولية مشتركة
يشترك البلدان في عضوية مجموعة من المنظمات الدولية، منها:
| علم المنظمة | اسم المنظمة                        | تاريخ انضمام السعودية | تاريخ انضمام بولندا |
| ----------- | ---------------------------------- | --------------------- | ------------------- |
|             | يونسكو                             | 4 نوفمبر 1946         | 6 نوفمبر 1946       |
|             | البنك الدولي للإنشاء والتعمير      | 26 أغسطس 1957         | 27 يونيو 1986       |
|             | منظمة حظر الأسلحة الكيميائية       | ?                     | ?                   |
|             | الأمم المتحدة                      | 24 أكتوبر 1945        | 24 أكتوبر 1945      |
|             | مؤسسة التمويل الدولية              | 18 سبتمبر 1962        | 29 ديسمبر 1987      |
|             | وكالة ضمان الاستثمار متعدد الأطراف | 12 أبريل 1988         | 29 يونيو 1990       |
|             | الاتحاد البريدي العالمي            | ?                     | 1 مايو 1919         |
|             | مؤسسة التنمية الدولية              | 30 ديسمبر 1960        | 28 أكتوبر 1960      |
|             | منظمة الشرطة الجنائية الدولية      | 13 يونيو 1956         | ?                   |
|             | منظمة التجارة العالمية             | 11 نوفمبر 2005        | 1 يوليو 1995        |
|             | المنظمة الهيدروغرافية الدولية      | 8 أبريل 2002          | ?                   |
|             | الاتحاد الدولي للاتصالات           | 7 فبراير 1949         | 1921                |

## وصلات خارجية
- السفارة الـسعودية في وارسو
- موقع وزارة الخارجية السعودية
- موقع وزارة الخارجية البولندية